# Marxismus
Marxismus ist der Name einer von Karl Marx und Friedrich Engels im 19. Jahrhundert begründeten Gesellschaftslehre. Ihr Ziel besteht darin, durch revolutionäre Umgestaltung anstelle der bestehenden Klassengesellschaft eine klassenlose Gesellschaft zu schaffen.

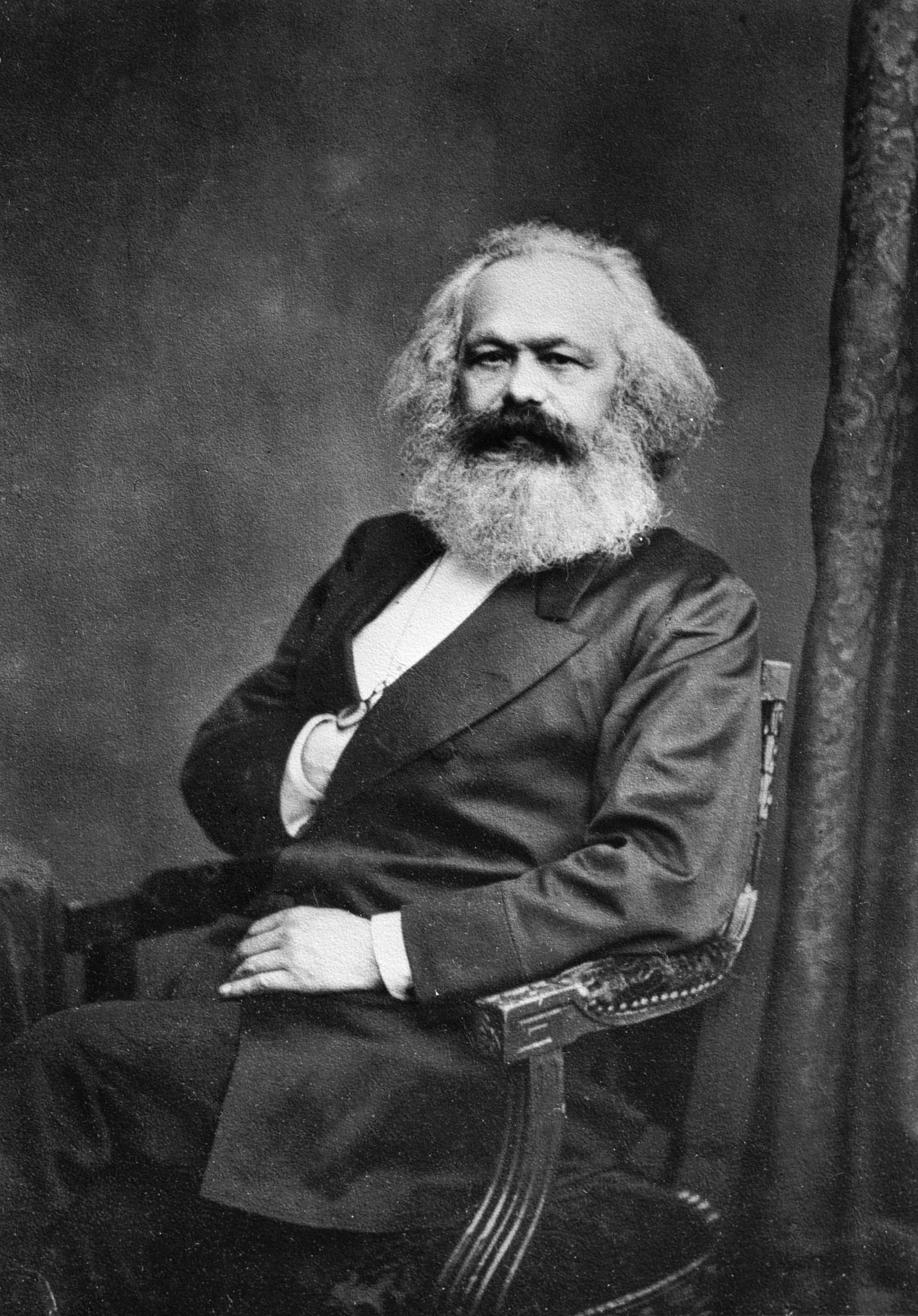
Karl Marx (1818–1883)

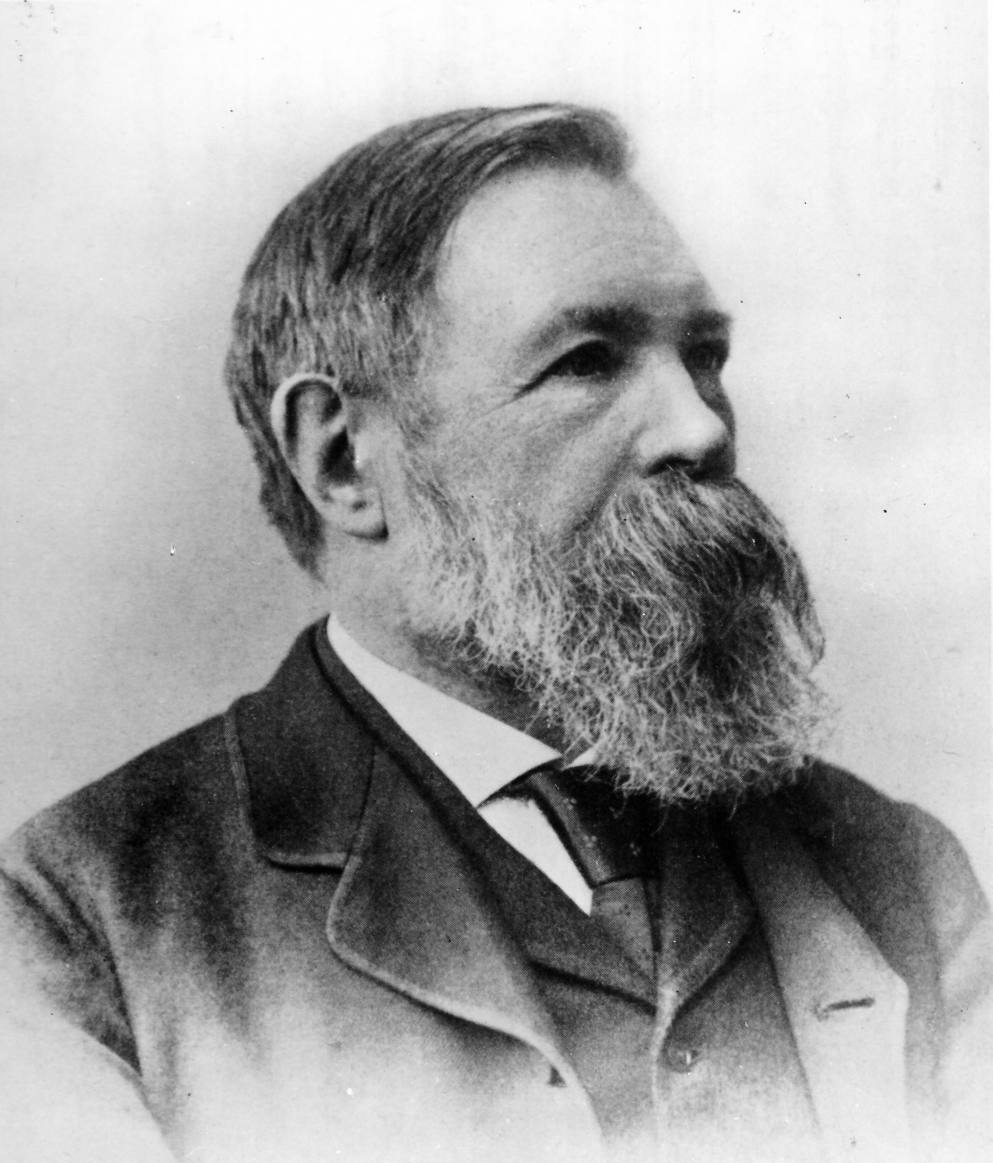
Friedrich Engels (1820–1895)

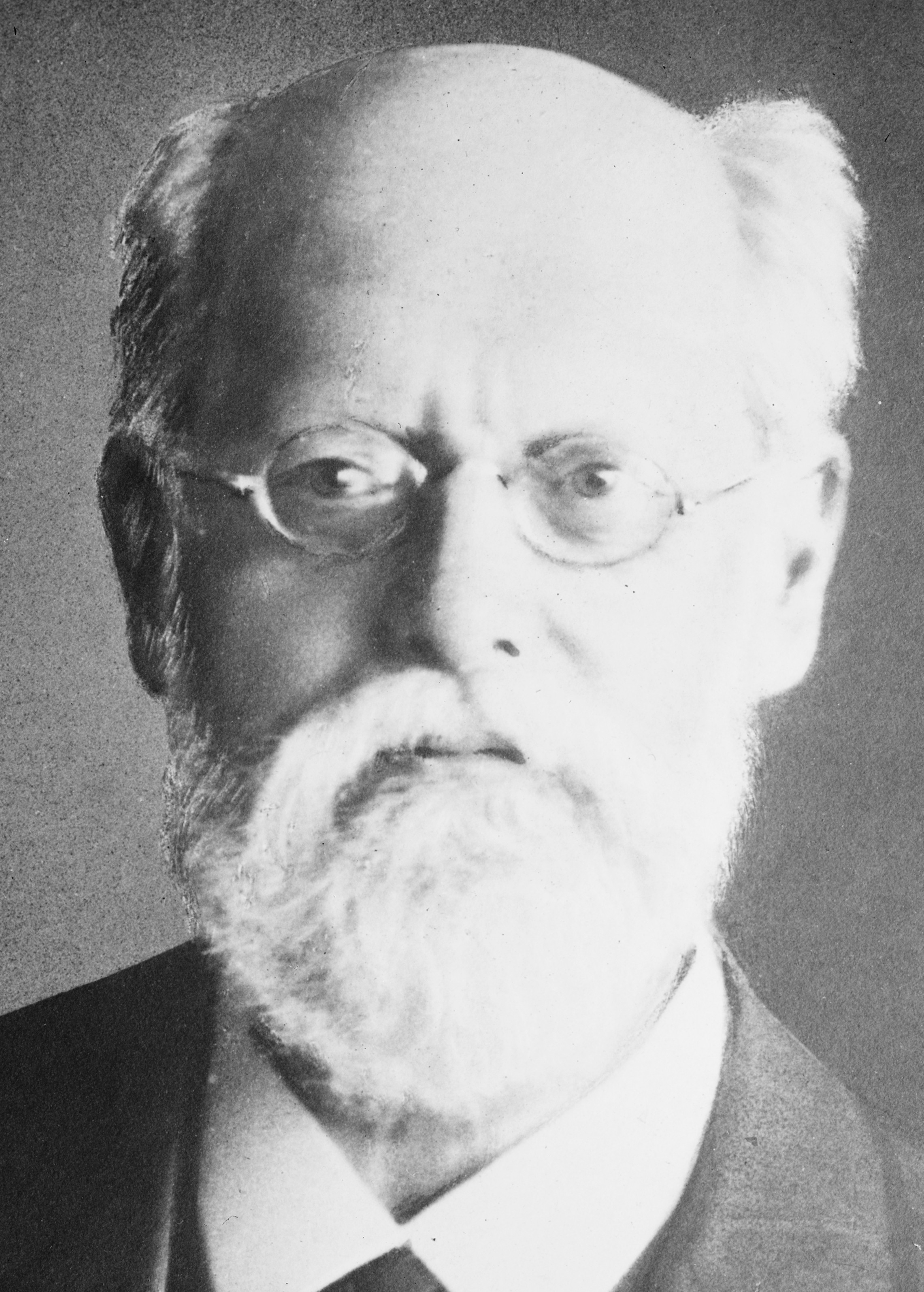
Karl Kautsky (1854–1938)

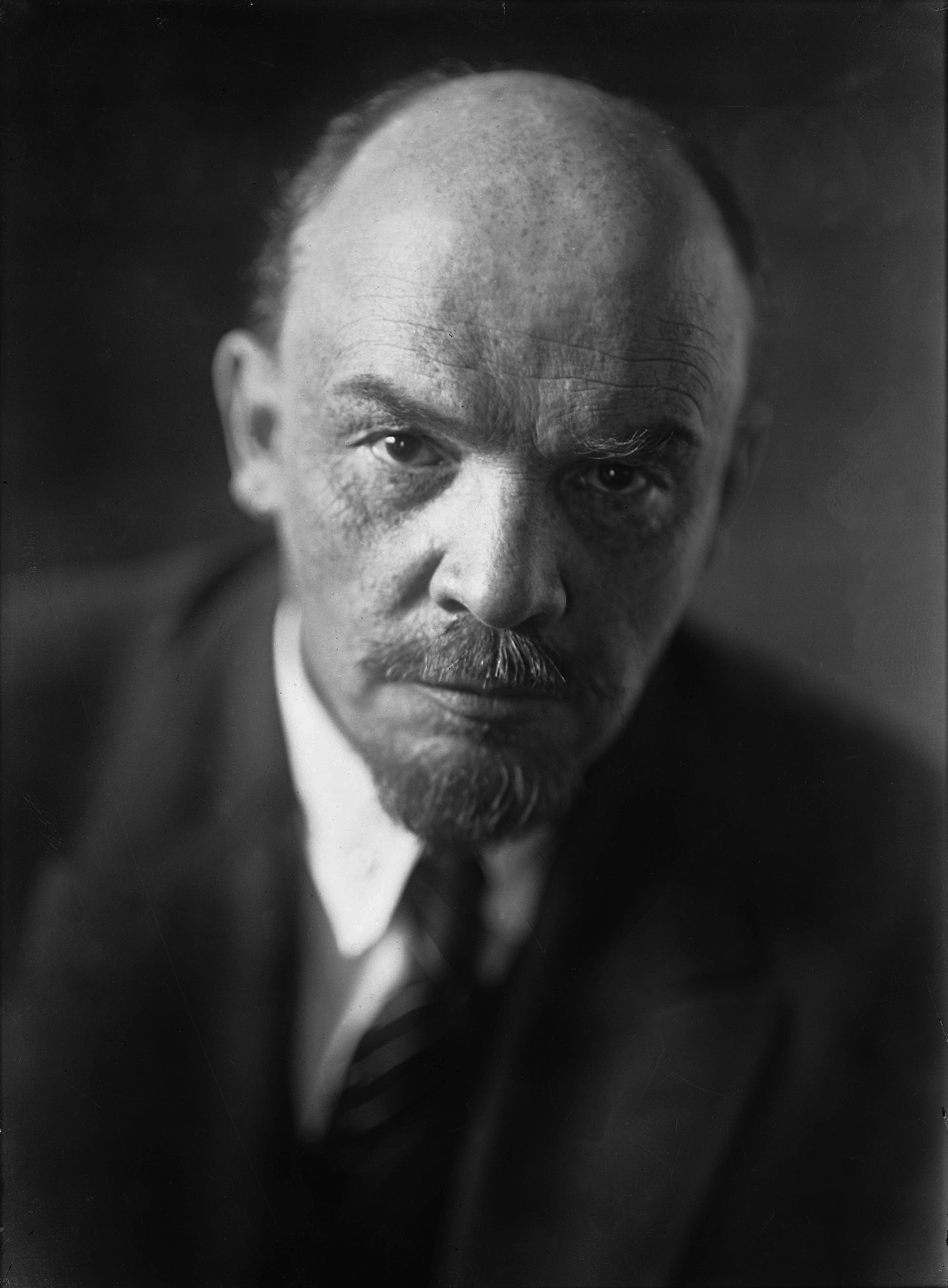
Wladimir Iljitsch Lenin (1870–1924)

Der Marxismus ist eine einflussreiche politische, wissenschaftliche und ideengeschichtliche Strömung, die sowohl dem Sozialismus als auch dem Kommunismus zugerechnet wird. Als Marxisten werden seit der zweiten Hälfte des 19. Jahrhunderts die Anhänger von Karl Marx und Friedrich Engels bezeichnet. Im weiteren Sinne ist Marxismus eine Sammelbezeichnung für die von Marx und Engels entwickelte Wirtschafts- und Gesellschaftstheorie sowie für damit verbundene philosophische und politische Ansichten. Auch Personen und Denkrichtungen, die in spezifischer Weise an das Werk von Marx und Engels anschließen, werden zum Marxismus gerechnet.
Bekannte marxistische Strömungen sind der Orthodoxe Marxismus der frühen Sozialdemokratie (im Wesentlichen Ende des 19. / Anfang des 20. Jahrhunderts), der Leninismus, der Marxismus-Leninismus, der Maoismus, der Trotzkismus sowie verschiedene Formen des Westlichen oder Neomarxismus, darunter die Frankfurter Schule und der französische Strukturalistische Marxismus, der italienische Operaismus, der jugoslawische Titoismus und der Postmarxismus.
Seine theoretischen Wurzeln hat der Marxismus unter anderem in der kritischen Auseinandersetzung mit der klassischen deutschen Philosophie (Kant, Hegel, Feuerbach), der klassischen englischen Nationalökonomie (Smith, Ricardo), dem französischen Frühsozialismus (Fourier, Saint-Simon, Blanqui, Proudhon) sowie den Historikern der französischen Restauration (Thierry, Guizot, Mignet). Vor allem Engels, Karl Kautsky und Lenin, aber auch Plechanow, Labriola, Trotzki und Rosa Luxemburg haben die weitere Entwicklung des Marxismus nachhaltig beeinflusst. In einer zweiten Phase nach dem Ersten Weltkrieg bis zu den 68er-Bewegungen erfuhr der Marxismus eine weitere Ausdifferenzierung durch Karl Korsch, Georg Lukács, Antonio Gramsci, Ernest Mandel, André Gorz, Herbert Marcuse, Theodor W. Adorno und Louis Althusser.
Mit der Zeit entwickelten sich eine eigenständige marxistische Philosophie und in vielen Disziplinen der Wissenschaften mit gesellschaftlichem Bezug eigene marxistische Strömungen – wie beispielsweise eine marxistische Soziologie, eine marxistische Wirtschaftstheorie, eine marxistische Literaturtheorie oder in der Psychoanalyse der Freudomarxismus.

## Überblick

### Begriffsgeschichte
Der Begriff „Marxismus“ war zunächst nicht Selbstbezeichnung einer Partei oder Gruppe, sondern wurde von außen an sie herangetragen. Schon in den 1850er Jahren gebrauchten Anhänger Weitlings den Begriff „Marxianer“. Innerhalb der Internationalen Arbeiterassoziation (1864–1876) kam es zu Konflikten zwischen Anarchisten („Bakuninisten“) und den dann von diesen so titulierten „Marxisten“. Zu dieser Zeit wurde der Begriff Marxist auch zunehmend von Unterstützern gebraucht. In den späten 1870er Jahren distanzierte sich Marx selbst von einer Jugendfraktion französischer Sozialisten um Paul Lafargue und Jules Guesde, die sich als Marxisten bezeichneten, da sich diese „Jungen“ nach seiner Ansicht zu entschieden gegen die Idee des Reformismus wandten. In diesem Zusammenhang hat Marx laut Engels gesagt, er selbst sei kein Marxist.
Der Begriff „Marxismus“ lässt sich ab den 1880er Jahren feststellen, so z. B. in der 1882 erschienenen Schrift Le Marxisme et l’Internationale von Paul Brousse.
Marx und Engels wiederum führten das Begriffspaar „Wissenschaftlicher Sozialismus“ als Alternative zu „Marxismus“ ein. Damit grenzten sie sich von anderen Staats- und Gesellschaftsentwürfen ab, die sie dem „Utopischen Sozialismus“ oder dem Anarchismus zuordneten. Allerdings gelang es Engels nicht, den Begriff „Wissenschaftlicher Sozialismus“ für ihre Anschauungen durchzusetzen. So finden sich von Engels nach dem Tod von Marx viele Briefstellen, in denen er sich abschätzig über den Begriff „Marxismus“ und seine Vertreter äußert. In einem Brief an Lafargue 1890 äußert er sich über die jungen Akademiker innerhalb der SPD, die „alle in Marxismus machen“, jedoch eigentlich auf eine Karriere aus wären, „und von denen Marx sagte: ‚Alles, was ich weiß, ist, daß ich kein Marxist bin!‘ Und wahrscheinlich würde er von diesen Herren das sagen, was Heine von seinen Nachahmern sagte: Ich habe Drachen gesät und Flöhe geerntet.“ An anderer Stelle schreibt er an Lafargue: „Wir haben Euch niemals anders genannt als ‘the so-called Marxists’, und ich wüßte nicht, wie man Euch anders nennen sollte. Habt Ihr einen anderen, ebenso kurzen Namen, dann macht ihn bekannt, und wir werden ihn mit Vergnügen und ohne Umstände anwenden.“ Zugleich musste Engels jedoch zunehmend erkennen, dass sich der Begriff Marxismus wohl durchsetzen würde: „Nun, wir waren siegreich, wir haben der Welt bewiesen, daß fast alle Sozialisten in Europa ‚Marxisten‘ sind (sie werden darüber verrückt werden, daß sie uns diesen Namen gegeben haben!)“ So schrieb er in Ludwig Feuerbach und der Ausgang der klassischen deutschen Philosophie (Ausgabe von 1888): „Inzwischen hat die Marxsche Weltanschauung Vertreter gefunden weit über Deutschlands und Europas Grenzen hinaus und in allen gebildeten Sprachen der Welt.“ Und fügt später in einer Fußnote hinzu: „Ohne ihn [Anm.: Marx] wäre die Theorie heute bei weitem nicht das, was sie ist. Sie trägt daher auch mit Recht seinen Namen.“
Neben dem Ausdruck „Wissenschaftlicher Sozialismus“ konnten sich auch später gebildete Synonyme wie Dialektischer Materialismus, Historischer Materialismus, Philosophie der Praxis, Wissenschaftlicher Kommunismus oder Marxismus-Leninismus und ähnliche Wortgruppen nicht gegen die Bezeichnung „Marxismus“ durchsetzen.

### Theoriebildung
Marx und Engels setzten sich mit verschiedenen Denktraditionen „wissenschaftlich-kritisch“ auseinander. Ihre Grundgedanken wurden erst nach ihrem Tod systematisiert. Eine solche Kanonisierung des Marxismus zu einer einheitlichen Lehre findet sich ansatzweise in den Schriften von Franz Mehring, Karl Kautsky, Antonio Labriola und Georgi W. Plechanow. Die Einordnung der Anschauungen von Marx und Engels in eine konsistente Theorie steht unter einem doppelten Vorbehalt:
- Marx verstand sein Werk zunächst als ständig überprüf- und revidierbare Analyse der jeweiligen Verhältnisse und als eine daraus abgeleitete Prognose.
- Engels wollte die Theorie in allgemeinverständlicher Form verbreiten und trug einflussreiche konkrete Studien bei. Nach manchen Sichtweisen trug er auch zu ihrer Schematisierung und Vulgarisierung bei, nach anderen war er als der Konkretere seinem Freund als Forscher durchaus gewachsen.

Vor allem in den letzten Jahren ihrer Schaffensperiode führte zunehmend Engels vor allem mit Zeitungsartikeln eine öffentliche Auseinandersetzung mit Kritikern ihrer Theorien und setzte sich für die Verbreitung ihrer Ideen in der Arbeiterbewegung ein. Im Gegenzug dazu arbeitete Marx – oftmals in gesundheitlich schlechter Verfassung und in seinen letzten Lebensjahren begriffen – an seinem ökonomischen Spät- und Hauptwerk Das Kapital. Auf Grund ihrer engen Zusammenarbeit und der gegenseitigen Kenntnis ihrer Schriften ist anzunehmen, dass diese „Arbeitsteilung“ von beiden Seiten gewollt war.
Vor allem die „Orthodoxie“ der klassischen Sozialdemokratie und im Anschluss daran der Marxismus-Leninismus verstehen den Marxismus als theoretisches und praxisorientiertes System und als Weltanschauung. Die marxistische Theorie kann zum besseren Verständnis in drei große Kernbereiche unterschieden werden, die jedoch bei Marx und Engels untrennbar miteinander verflochten sind:
- Philosophie- und Ideologiekritik
- Kapitalismuskritik
- Gesellschaftskritik

Um die Grundlagen des Marxismus besser zu verstehen, schlägt Lenin eine Einteilung der dafür wichtigsten theoretischen Auseinandersetzungen mit Denkern vor, die Marx und Engels wesentlich beeinflussten:
- die Auseinandersetzung mit dem Materialismus Feuerbachs und der Dialektik Hegels;
- die Polarität des Idealismus zum Materialismus seines Lehrers Bruno Bauer;
- die Auseinandersetzung mit den englischen Nationalökonomen, wie Adam Smith und David Ricardo;
- die Auseinandersetzung mit den französischen („utopischen“) Sozialisten, wie Henri de Saint-Simon, Charles Fourier und Pierre-Joseph Proudhon.

In seinem bekannten Essay Drei Quellen und drei Bestandteile des Marxismus schreibt Lenin:

„Die ganze Genialität Marx’ besteht gerade darin, dass er auf die Fragen Antworten gegeben hat, die das fortgeschrittene Denken der Menschheit bereits gestellt hatte. Seine Lehre entstand als direkte und unmittelbare Fortsetzung der Lehren der größten Vertreter der Philosophie, der politischen Ökonomie und des Sozialismus.“

Die konsequente Fortsetzung des Marxismus durch die Sozialdemokratie und den Marxismus-Leninismus ist umstritten. So lehnten Marx und Engels nationalistische Konzepte laut eigener Aussage ab. Gegenüber dem nationalstaatlichen Denken vieler Zeitgenossen vertraten sie internationalistische Positionen, während z. B. die deutsche Sozialdemokratie 1914 dem Krieg gegen das zaristische Russische Reich zustimmte. Nachdem der Kapitalismus mit seinem Weltmarkt ein international agierendes System ist, sei nach Marx und Engels auch seine vollständige Überwindung letztlich nur im internationalen Rahmen zu verwirklichen (Weltrevolution). Diese Ansicht wurde jedoch in den 1930er Jahren endgültig durch die marxistisch-leninistische Theorie vom Aufbau des Sozialismus in einem Land (Sowjetunion) verdrängt beziehungsweise zurückgestellt. Die Lage in Mittel- und Westeuropa wurde so eingeschätzt, dass die revolutionäre Bestrebung dort gescheitert sei, eine Weltrevolution war ausgeblieben. In der Kommunistischen Internationale ordneten sich alle Länder der neuen Doktrin unter.

### Strömungen
Seit der Begründung des Marxismus durch Marx und Engels haben sich verschiedene marxistisch beeinflusste Richtungen entwickelt, die jeweils das Erbe der „Klassiker“ beanspruchten und sich voneinander abgrenzten. Heute firmieren unter der Bezeichnung „Marxismus“ sehr verschiedene Strömungen, die teilweise nur noch entfernt mit dem Fundament der Werke von Marx und Engels verbunden sind. Diese Strömungen des Marxismus wurden wiederum durch verschiedene Theoretiker vertreten und weiterentwickelt, die sich von unterschiedlichen Denkansätzen her dem vielschichtigen Werk von Marx und Engels genähert und eigene Strömungen des Marxismus begründet oder vorhandene Strömungen nachhaltig beeinflusst haben. Am stärksten innerhalb der universitären Wissenschaft verankert ist der Marxismus zurzeit in den USA (Stand: November 2006).

#### Orthodoxer Marxismus
Der orthodoxe Marxismus der klassischen Sozialdemokratie (etwa bis zum Ersten Weltkrieg) orientierte sich eng an den Schriften von Marx und Engels. Mit der Spaltung der russischen Sozialdemokratie in Menschewiki und Bolschewiki und der Gründung des „marxistischen Zentrums“ (Zentrismus (Marxismus)) um Karl Kautsky Anfang des 20. Jahrhunderts spaltete sich der orthodoxe Marxismus in einen reformistischen und einen revolutionären Flügel. Letzterer konzentriert sich als revolutionärer Marxismus auf die Weiterentwicklung und revolutionäre Umsetzung des Marxismus. Eine besondere Ausformung des orthodoxen Marxismus ist der Austromarxismus, der zwischen Sozialreform und Revolution schwankt und dadurch die Herausbildung (und Abspaltung) eines starken revolutionär-marxistischen Flügels im Österreich der Zwischenkriegszeit verhindern konnte.

#### Revisionismus/Reformismus
Der Revisionismus bzw. Reformismus um Eduard Bernstein lehnte im Gegensatz zum orthodoxen Marxismus alle radikalen und revolutionären Aspekte des Marxismus ab und erachtete auf Grund der veränderten ökonomischen Bedingungen (Imperialismus) einen gemäßigten Weg zum Sozialismus als möglich. Spätestens nach der Spaltung der sozialdemokratischen Parteien in sozialistische und kommunistische Parteien nach dem Ersten Weltkrieg wurde der Revisionismus mit seiner politischen Praxis des Reformismus zur Hauptströmung innerhalb der Sozialistischen Internationale, deren Sektionen sich in den meisten Ländern inzwischen vollkommen von einer marxistischen Weltanschauung losgesagt haben.

#### Sowjetmarxismus
Der Sowjetmarxismus oder Marxismus-Leninismus (ab 1924) (von Kritikern meist als Stalinismus bezeichnet) berief sich auf den orthodoxen Marxismus und beanspruchte, diesen an die neuen Gegebenheiten (Imperialismus und Monopolkapitalismus) angepasst zu haben. Denselben Anspruch erhebt der Trotzkismus, der mit seiner Theorie der permanenten Revolution die Theorie vom Sozialismus in einem Land ablehnt und eine kritische Distanz zum Realsozialismus bewahrt. Sowohl der Marxismus-Leninismus als auch der Trotzkismus sehen sich in der Nachfolge der Bolschewiki unter Lenin. Auf den Marxismus-Leninismus beriefen sich auch viele Befreiungsbewegungen in der „Dritten Welt“, aus denen sich oftmals eigenständige politische Systeme entwickelten, wie zum Beispiel die heute noch bestehenden Systeme Chinas (Maoismus), Nordkoreas (Chuch’e-Ideologie), Kubas oder Vietnams.

#### Neomarxismus
Westlicher Marxismus und Neomarxismus sind Sammelbegriffe für Theorien insbesondere der Neuen Linken, die in Abgrenzung zum Realsozialismus versuchen, die Kernaussagen des Marxismus an die inzwischen geänderten sozialen und ökonomischen Bedingungen anzupassen. Es existieren hier die verschiedensten Ausformungen wie zum Beispiel jene der britischen New-Left-Gruppe (E. P. Thompson, Perry Anderson), eine der frühesten nach dem Ungarn-Aufstand entstanden, des Reform- und Eurokommunismus westeuropäischer kommunistischer Parteien, des italienischen Operaismus sowie der Frankfurter Schule. Unter dem Begriff des Postmarxismus versammeln sich die Antideutschen und die Wertkritiker. Gelegentlich wird auch der Titoismus zum Neomarxismus gezählt. Zentral für den Neomarxismus waren die Schriften von Karl Korsch, Antonio Gramsci, Georg Lukács, Ernst Bloch, Ernest Mandel, Louis Althusser, Roman Rosdolsky, Leo Kofler und anderer. In Lateinamerika spielt der westliche Marxismus weiterhin eine wichtige Rolle, zentral sind dabei Schriften von Adolfo Sánchez Vázquez und Bolívar Echeverría.

## Theorie

### Philosophie

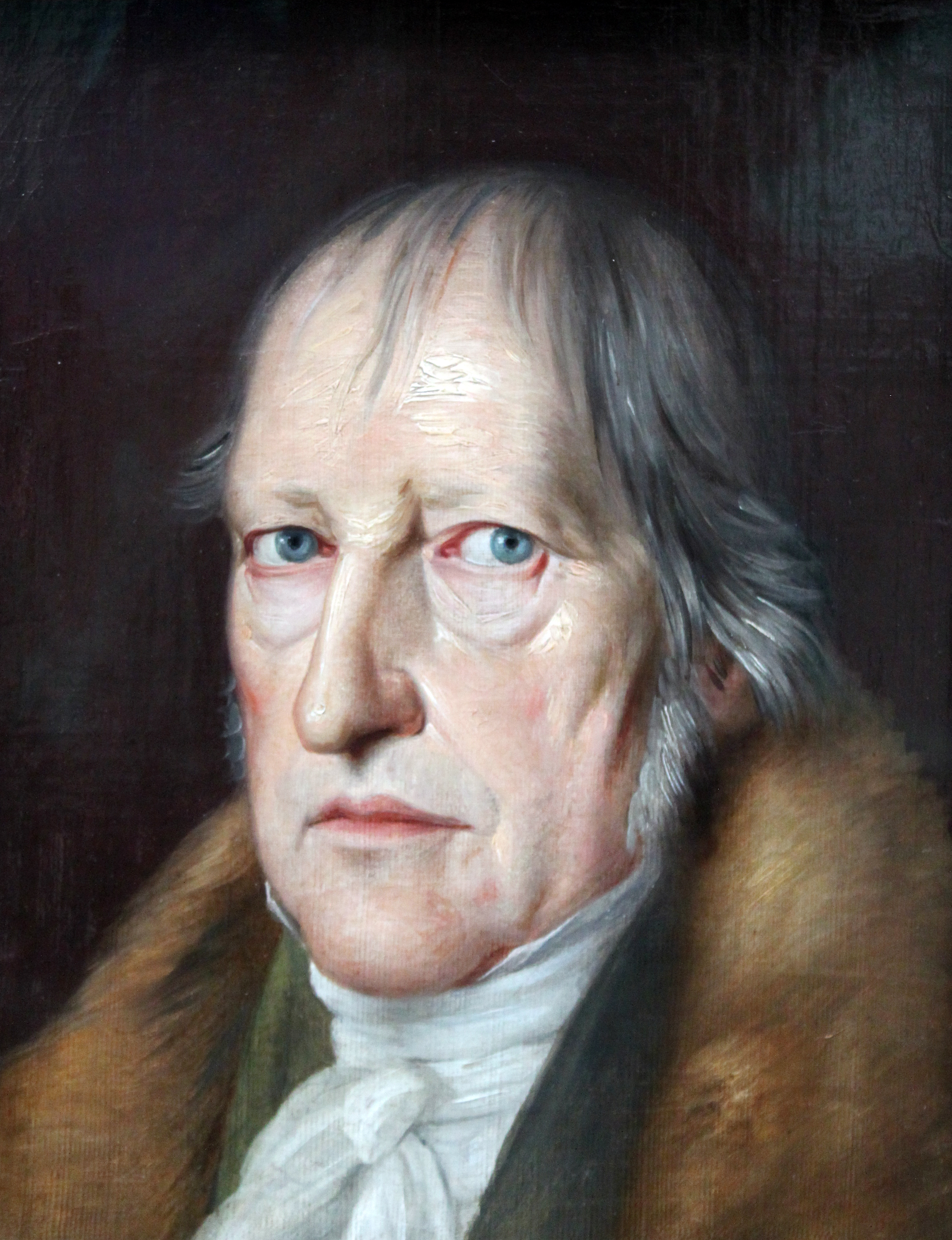
Georg Wilhelm Friedrich Hegel (1770–1831)

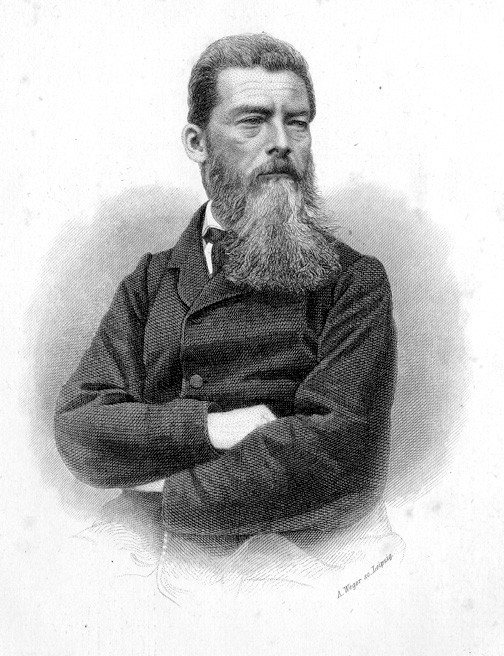
Ludwig Feuerbach (1804–1872)

Obwohl Marx und Engels in erster Linie eine Philosophiekritik und Ideologiekritik betrieben, welche die Emanzipation des Menschen anstrebte, wird der Marxismus selbst gelegentlich als humanistisch geprägte philosophische Lehre verstanden. Erkenntnis- und wissenschaftstheoretisch ist der Marxismus von zwei wesentlichen Elementen geprägt: Von der Dialektik Hegels und vom erkenntnistheoretischen Materialismus (Feuerbachs). Lenin bezeichnet den Materialismus als die Philosophie des Marxismus. Marx hat bereits 1845 die Philosophen in seinem berühmt gewordenen Satz kritisiert:

„Die Philosophen haben die Welt nur verschieden interpretiert; es kömmt drauf an, sie zu verändern.“

Im Gegensatz zum philosophischen Idealismus vertritt der Marxismus die Ansicht, dass alle Ideen, Vorstellungen und Gedanken aus der komplexen, insbesondere gesellschaftlichen Realität und den sie beinhaltenden Machtverhältnissen erwachsen, die sich „in letzter Instanz“ aus den jeweils historisch-geographischen Produktionsverhältnissen und materiellen Gegebenheiten entwickeln würden. Marx und Engels übernahmen – von den Junghegelianern beeinflusst – das materialistische Weltbild Feuerbachs und ergänzten aus dem Werk Hegels die Dialektik und den damit verbundenen Gedanken ständiger Entwicklung.
Marx und Engels überwanden somit die in ihren Augen einseitige Sichtweise der mechanischen Materialisten, die die Welt als unveränderlich verstanden. 1843 übernimmt Karl Marx von Hegel die Denkfigur der Dialektik sowie die Annahme einer Gesetzmäßigkeit der Geschichte. Diese führt er jedoch anders als Hegel nicht auf die Entfaltung des „Weltgeists“ zurück, sondern auf materielle, soziale Bedingungen und Auseinandersetzungen innerhalb der Gesellschaft.
Lenin bezeichnet die philosophischen Anschauungen von Marx und Engels als dialektischen Materialismus, obwohl sie diesen Begriff selbst nicht benutzten. Lenin bezeichnet die materialistische Dialektik von Marx und Engels als

„die Lehre von der Relativität des menschlichen Wissens, das uns eine Widerspiegelung der sich ewig entwickelnden Materie gibt.“

In der Entdeckung des Radiums, des Elektrons sowie der Verwandlung der Elemente sieht Lenin eine Bestätigung dieser Ansichten, die das idealistische Postulat des ewigen Stillstands widerlegen würden. Nach der hegelschen Dialektik ist das Abbild der Welt im tätigen Begreifen ihrer Zusammenhänge von aufeinander bezogenen Gegensätzen – Thesen und Antithesen – geprägt, die sich gegenseitig im dialektischen Dreischritt zu Synthesen vorwärtsentwickeln. Diese Synthesen treiben die „objektive Wirklichkeit“ voran und „bestimmen“ damit die Zukunft, bis diese keine Widersprüche mehr enthält und im Begriff des „Absoluten“ „aufgehoben“ ist. Für den idealistischen Philosophen ist dieser Fortschritt, der die materielle Welt insgesamt durchwirkt, ein Produkt des menschlichen Geistes, der im Begreifen seiner selbst mit dem absoluten „Weltgeist“ identisch wird.
Marx betrachtet die hegelsche Dialektik aus Sicht des Materialismus: Er stellt sie „vom Kopf auf die Füße“ und postuliert, dass sich die objektive Wirklichkeit aus ihrer materiellen Existenz und deren Entwicklung erklären lässt und nicht als Verwirklichung einer göttlichen absoluten Idee oder als Produkt des menschlichen Denkens.

„Meine dialektische Methode ist der Grundlage nach von der Hegelschen nicht nur verschieden, sondern ihr direktes Gegentheil. Für Hegel ist der Denkproceß, den er sogar unter dem Namen Idee in ein selbständiges Subjekt verwandelt, der Demiurg des wirklichen, das nur seine äußere Erscheinung bildet. Bei mir ist umgekehrt das Ideelle nichts andres als das im Menschenkopf umgesetzte und übersetzte Materielle.“

Das Universum wird wie in der universalhistorischen Philosophie Hegels als eine Totalität, also als objektiv zusammenhängendes Ganzes gesehen. Aber Marx versteht die im Idealismus bloß geistigen Gegensätze als Ausdruck und Abbild realer, materieller Gegensätze: Auch diese hingen gegenseitig voneinander ab und befänden sich in einer ständigen Bewegung wechselseitiger Beeinflussung. Diese sei insgesamt aufsteigend, d. h., sie komme im Ganzen vom Einfachen zum Komplexen und durchlaufe dabei bestimmte Ebenen, denen bestimmte qualitative Veränderungen entsprächen, so dass sie die Entwicklung vorantrieben.
Eine objektive Realität existiert nach dieser Sichtweise auch außerhalb und unabhängig vom menschlichen Bewusstsein in den materiellen Bewegungen, auf die jedoch die Menschen (selbst ein Teil des Materiellen) bewusst zurückwirken. Dies bedeutet aber keineswegs, dass die Menschen ihre Umwelt objektiv richtig erfassen; Marx und Engels wollen gerade der ideologischen Selbsttäuschung, dem falschen Bewusstsein von der Umwelt, daher der Problematik der Subjekt-Objekt-Spaltung, entkommen:
- Das richtige Verständnis der Bewegungsgesetze von Phänomenen und Ereignissen kann immer nur von der Analyse der Praxis ausgehen und nie von einer idealistischen „Schrulle“, da diese letztere ein Phänomen nicht aus seinen materiellen Ursprüngen herleiten kann.

Nicht in der geträumten Unabhängigkeit von den Naturgesetzen liegt die Freiheit, sondern in der Erkenntnis dieser Gesetze, und in der damit gegebnen Möglichkeit, sie planmäßig zu bestimmten Zwecken wirken zu lassen.
- Damit ist auch bereits das Verhältnis von Abstraktem und Konkretem angesprochen (aus der Praxis abstrakte Schlüsse ziehen, aus den abstrakten Schlüssen wieder konkrete Praxis entwickeln):

Das Konkrete ist konkret, weil es die Zusammenfassung vieler Bestimmungen ist, also Einheit des Mannigfaltigen. Im Denken erscheint es daher als Prozeß der Zusammenfassung, als Resultat, nicht als Ausgangspunkt, obgleich es der wirkliche Ausgangspunkt und daher auch der Ausgangspunkt der Anschauung und der Vorstellung ist. Im ersten Weg wurde die volle Vorstellung zu abstrakter Bestimmung verflüchtigt; im zweiten führen die abstrakten Bestimmungen zur Reproduktion des Konkreten im Weg des Denkens.
- Prüfstein für die Richtigkeit von Annahmen oder Theorien (= relative Wahrheit) ist dann wiederum die eigene Praxis, in der sich die Theorie als richtig oder falsch erweist.

Die Frage, ob dem menschlichen Denken gegenständliche Wahrheit zukomme – ist keine Frage der Theorie, sondern eine praktische Frage. In der Praxis muß der Mensch die Wahrheit … seines Denkens beweisen.
Diese Überprüfung sei notwendig, da das Bewusstsein des Menschen immer durch seine Interaktionen mit der Umwelt, also durch das Sein, bestimmt werde.
Diese Annahme erfährt ihre stärkste Wirkung, wenn man über zukünftige gesellschaftliche Entwicklungen Überlegungen anstelle; in diesem Sinne wird jeglichem Utopismus eine Absage erteilt. Nach einer materialistischen Weltanschauung muss „die Produktion und Reproduktion des wirklichen Lebens“ das „bestimmende Moment in der Geschichte“ werden, die Arbeit daher eine zentrale Kategorie für das Individuum selbst und die gesellschaftliche Entwicklung sein. Daher werden alle Gesellschaftsordnungen maßgebend durch ökonomische Bewegungsgesetze bestimmt:

„In der gesellschaftlichen Produktion ihres Lebens gehen die Menschen bestimmte, notwendige, von ihrem Willen unabhängige Verhältnisse ein, Produktionsverhältnisse, die einer bestimmten Entwicklungsstufe ihrer materiellen Produktivkräfte entsprechen. Die Gesamtheit dieser Produktionsverhältnisse bildet die ökonomische Struktur der Gesellschaft, die reale Basis, worauf sich ein juristischer und politischer Überbau erhebt und welcher bestimmte gesellschaftliche Bewusstseinsformen entsprechen. Die Produktionsweise des materiellen Lebens bedingt den sozialen, politischen und geistigen Lebensprozeß überhaupt. Es ist nicht das Bewusstsein der Menschen, das ihr Sein, sondern umgekehrt ihr gesellschaftliches Sein, das ihr Bewusstsein bestimmt.“

Die Konsequenz dieser Sichtweise ist eine umfassende Kritik an Religion, Recht und Moral. Diese begreift Marx als Produkte der betreffenden materiellen Verhältnisse, deren Wandel auch sie unterworfen sind. Religion, Recht und Moral hätten also nicht die universelle Gültigkeit, die sie beanspruchen.

### Historischer Materialismus
Der historische Materialismus ist die Anwendung der Leitsätze des dialektischen Materialismus auf die Erforschung der Gesellschaft und ihre Geschichte.
Demnach lässt sich auch die Entwicklung einer Gesellschaft wissenschaftlich erklären: Durch den Klassenkampf befinden sich die sozialen Verhältnisse zwischen den Klassen in einer ununterbrochenen Bewegung. Die Produktivkräfte (Arbeitskräfte und Produktionsmittel) entwickeln sich im Laufe der Zeit, bis sie mit den Produktionsverhältnissen (Arbeitsteilung und Besitzverteilung) in Widerspruch geraten. Marx sieht die Produktionsverhältnisse als „Fesseln“, welche ein Hindernis für die weitere Entwicklung der Produktivkräfte bilden. Die Unterklassen sind stets darauf bedacht, die Produktionsverhältnisse zu ihrem Vorteil zu verändern. Dies hat zur Folge, dass neue herrschende Klassen zustande kommen und der Klassenkampf erneut anfängt.
Marx unterscheidet zwischen folgenden geschichtlichen Entwicklungsstufen der Gesellschaft:
- Stammes- oder Urgesellschaft, auch Urkommunismus
- Sklavenhaltergesellschaft
- Feudale Gesellschaft
- Kapitalistische Gesellschaft

Nach der Überwindung des Kapitalismus folgen zwangsläufig:
- Sozialismus
- Kommunismus

Die Geschichte einer Gesellschaft ist eine (naturgesetzliche) Entwicklung vom Einfachen zum Komplexen, von Niederem zu Höherem. Deshalb sei der Kommunismus zukünftig unvermeidbar. Der Kapitalismus führe nach Marx’ Ansicht in immer größere Krisen. Die sozialistische Gesellschaft wird demzufolge die kapitalistische Gesellschaft ersetzen, genauso wie die kapitalistische Gesellschaft die feudale Ordnung ersetzt habe. Der Klassenkampf ende erst in der kommunistischen Ordnung, in der der Gegensatz von Herr und Diener aufgehoben sei. Die Überwindung des Kapitalismus sei die Historische Mission der Arbeiterklasse.

### Kritik der politischen Ökonomie (Kapitalismusanalyse)
Nachdem mit dem dialektischen Materialismus eine erkenntnistheoretische Position entwickelt wurde, und mit dem Historischen Materialismus eine allgemeine Geschichts- und Gesellschaftstheorie, war Marx seiner Analyse der gegenwärtigen, konkreten Gesellschaft bedeutend näher gekommen. Der nächste notwendige Schritt war nun für ihn, die ökonomischen Bewegungsgesetze in kapitalistischen Gesellschaften zu studieren, da nach der Theorie des historischen Materialismus die Produktionsweise einer Gesellschaft bedeutend für ihre Entwicklung ist. Grundlage seiner Kritik der politischen Ökonomie in den drei Bänden des Kapitals ist die Kritik der „auf dem Wert beruhenden“ bürgerlichen Produktionsweise. Marx zeigt, wie aus dem Wert, dem „automatischen Subjekt“ des Kapitalismus, der nicht etwa eine natürlich Eigenschaft der Dinge ist, sondern eine Folge einer auf allseitigen Tausch gestützten Produktions- und Distributionsweise, zwangsläufig die weiteren Kategorien Mehrwert, Geld, Ausbeutung, Klassen usw. folgen. Dabei griff Marx teilweise auf frühere Nationalökonomen, z. B. von Adam Smith und David Ricardo, zurück, entwickelte ihre Theorien aber weiter. Werttheorie, Verelendungs- und Krisentheorie sowie die Klassenfrage sind wichtige Bestandteile dieser Analyse.
In den verschiedenen Varianten des „Marxismus“ nach Marx sind teilweise andere Schwerpunkte gesetzt worden: So rückten vielfach die „Ausbeutung“ (die im „Kapital“ von Marx so gut wie keine Rolle spielt), die „Klassenfrage“ oder – insoweit sogar im direkten Gegensatz zu Marx – bloße Verteilungsfragen in den Vordergrund.

## Geschichte

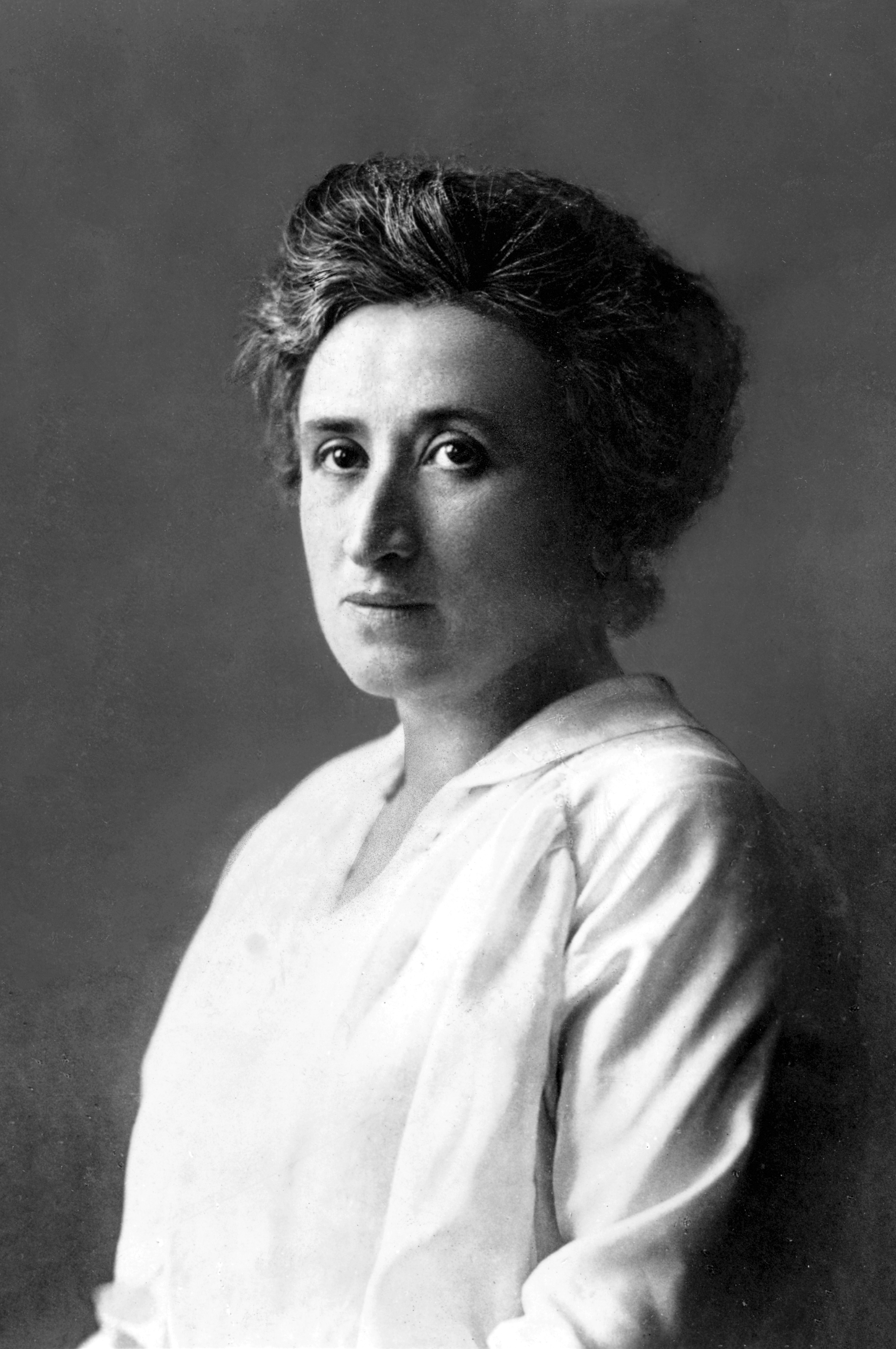
Rosa Luxemburg (1871–1919)

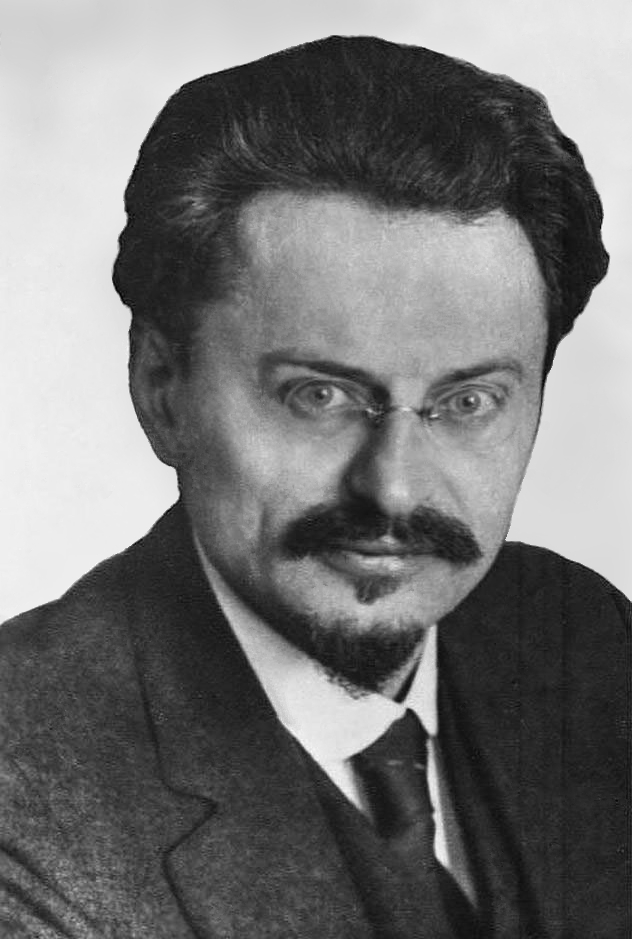
Leo Trotzki (1879–1940)

Das von Marx und Engels entworfene Theoriegebäude war und ist Bezugspunkt für verschiedenste politische und wissenschaftliche Denkrichtungen.
Praktische Anwendung fand der Marxismus zuerst in der Arbeiterbewegung des 19. Jahrhunderts, vor allem der deutschen Sozialdemokratie, welche die Theorien von Marx und Engels zur Grundlage ihrer ersten Programme und Mitgliederschulungen machte. Sodann entwickelte Lenin im Anschluss an Marx seine Imperialismustheorie, die nach der Oktoberrevolution 1917, zusammen mit den Ideen von Marx und Engels, zur neuen Staatsideologie der Sowjetunion wurde. Lenin verstand sich selbst jedoch nicht als Begründer einer neuen Strömung, sondern als Verteidiger des Marxismus. Nach Lenins Tod sprach man dann aber allgemein vom Leninismus, der einen an die russischen Verhältnisse angepassten Marxismus darstellt. Später veränderte Josef Stalin den Leninismus mit der Theorie des „Sozialismus in einem Land“ zum sogenannten Konstrukt des Marxismus-Leninismus.
Dieser Marxismus-Leninismus bestimmte den so genannten real existierenden Sozialismus nach 1945 in weiten Teilen der Welt, vor allem in Ost- und Mitteleuropa, und wirkte auch mit starkem Einfluss auf China, Kuba, Nordkorea, oder Vietnam. Ob und wie weit dieser sich noch aus den Grundideen der „Klassiker“ herleiten lässt oder eine „Fehlentwicklung“ darstellt, ist eine der umstrittensten Fragen innerhalb der marxistischen Theoriebildung. Die praktische Politik dieser Länder wird bis heute vom Stalinismus beherrscht. Heute wird das Gulag-Regime weitgehend als totalitäres System eingeordnet und von fast allen Marxisten abgelehnt.
Gegen die unterschiedlichen Ideologien von Stalin und Mao beansprucht auch der von Leo Trotzki entwickelte Trotzkismus mit seiner Theorie der „permanenten Revolution“ das wahre Erbe von Marx bzw. Lenin. Hinzu kommen die Strömungen des westlichen Marxismus, die sich Anfang der 1920er Jahre in kritischer Reflexion zum Marxismus Lenins entwickelten.
Eine davon ist die Frankfurter Schule, die versuchte, die Ideen von Marx auf die veränderten politisch-ökonomischen Bedingungen der Moderne anzuwenden und teils mit der Psychoanalyse zu verbinden. Ein Bindeglied zwischen westlichem Marxismus und Marxismus-Leninismus stellen die schriften von Antonio Gramsci, aber auch Georg Lukacs dar. Beide beziehen sich teils positiv auf den Parteikommunismus, wurden aber auch von Kritikern des Leninismus rezipiert. Im Gegensatz zum Marxismus-Leninismus haben die verschiedenen Strömungen des Westlichen Marxismus einen eher analytischen Zugang – im Vordergrund steht das Verstehen des Kapitalismus.
Aus den Befreiungsbewegungen in der „Dritten Welt“ entwickelten sich oftmals politische Systeme, wie zum Beispiel die heute noch bestehenden Systeme Chinas (früher Maoismus), Vietnams oder Kubas.
In den 1960er Jahren entstanden besonders im Zusammenhang mit der weltweiten Studentenbewegung, den westeuropäischen Arbeiterstreiks und den so genannten Befreiungsbewegungen in der „Dritten Welt“ verschiedene Formen des Neomarxismus, des Eurokommunismus (insbesondere des Operaismus und Titoismus) und des demokratischen Sozialismus.
Geschichte marxistischer Organisationen
Die Schriften von Karl Marx und Friedrich Engels sind bis heute theoretisches Gerüst für verschiedene Organisationen und Parteien in allen Teilen der Welt.
In vielen Staaten Europas formierten sich erst kleinere Organisationen und daraus später, Parteien, deren Geschichte Parallelen aufweist. Mit Aufkommen des Nationalsozialismus wurden viele Organisationen aufgelöst und in den Widerstand gedrängt, nach 1945 befanden sich marxistische Organisationen vor allem in einer Auseinandersetzung mit der pluralistischen Demokratie des Westens und der Sozialdemokratie auf der einen Seite, und dem „Realsozialismus“ und der KPdSU auf der anderen. Nach dem Zerfall der Sowjetunion entwickelte sich vornehmlich in Russland ein postsowjetischer Marxismus.

## Kontroversen um den Marxismus

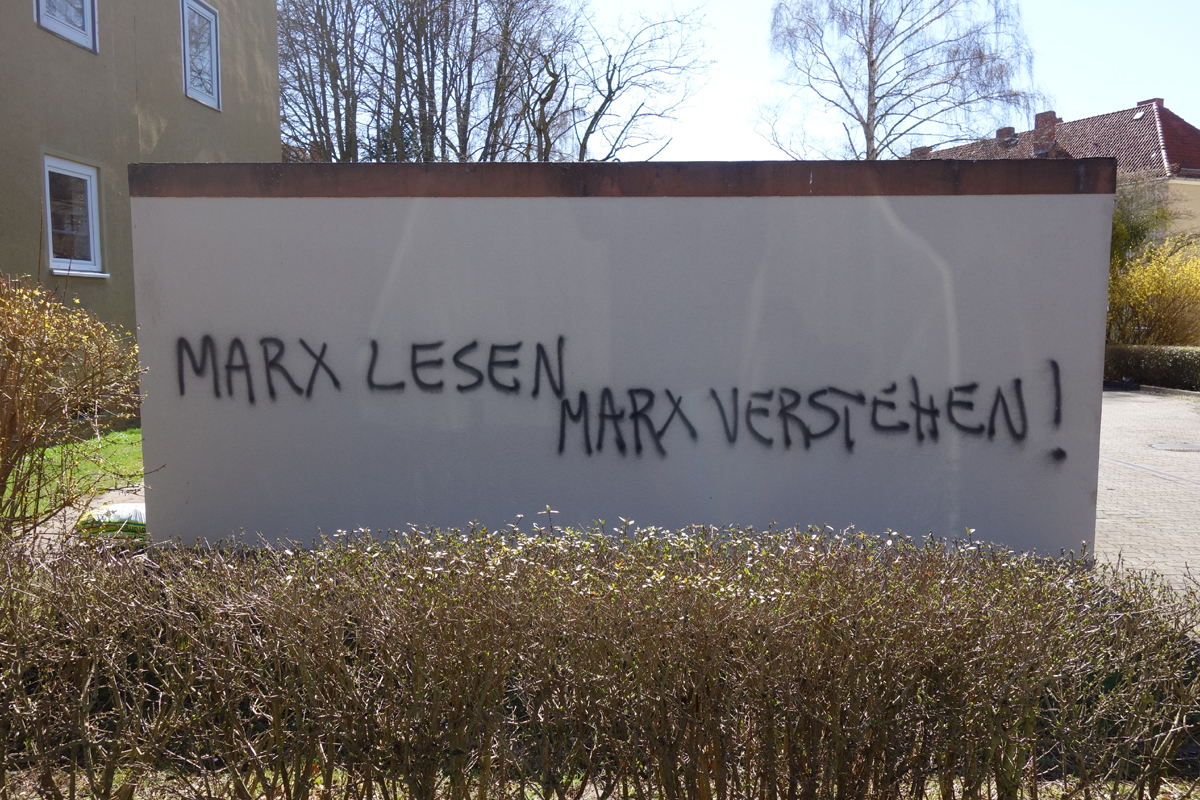
Zeitgenössisches Graffito unterstreicht Marxismus-Kontroversen: Marx lesen Marx verstehen!

Seit der Veröffentlichung der ersten marxistischen Schriften formierte sich Kritik an fast jedem Teilbereich der Theorie und auch an Wissenschaftlern, die im Marxismus begründete Methoden anwenden. Marx selbst war Kritik gegenüber offen: „Jedes Urteil wissenschaftlicher Kritik ist mir willkommen.“ Zum Beispiel gibt es nicht ganz widerspruchslose Betrachtungen über gesellschaftliche Voraussetzungen für eine sozialistische Revolution. In Marx’ Brief an Wera Sassulitsch (1881) bezog sich Marx auf die Situation im damaligen Russland, welches als rückständiges Agrarland angesehen wurde, in dem es noch keine große Anzahl von Industriearbeitern gab. Betrachtet wurde dabei die russische Dorfkommune, in der bereits Gemeinbesitz vorherrschte, die Marx unter Vorbehalt als möglichen „Stützpunkt der sozialen Wiedergeburt Rußlands“ betrachtete. Das Proletariat sollte nach Marx jedoch im Normalfall Wegbereiter einer Revolution sein, davon nahm er auch nie Abstand. Bekanntlich ereignete sich später (1917) in Russland mit der Oktoberrevolution eine Revolution, die sich gegen die kapitalistische Klassengesellschaft richtete, und von Lenin und den Bolschewiki, die sich als Vorhut der Arbeiterklasse verstanden, angeführt wurde. Allerdings galt Russland zu dieser Zeit weiterhin als ein überwiegendes Agrarland.
Marx schlussfolgerte nicht erst, aber verstärkt, nach den Erfahrungen der Pariser Kommune (1871), dass das Proletariat die Eroberung der politischen Macht anstreben solle und dafür die Konstituierung politischer Parteien notwendig sei. Dazu kam Marx ebenfalls aus den Erfahrungen der Pariser Kommune zu der Erkenntnis, dass „die Arbeiterklasse nicht die fertige Staatsmaschine einfach in Besitz nehmen und sie für ihre eigenen Zwecke in Bewegung setzen kann“ und in Der achtzehnte Brumaire des Louis Bonaparte (1852) hatte er bereits geschrieben: „Alle Umwälzungen“ [der Gesellschaft] „vervollkommneten diese Maschine statt sie zu brechen“. Manche Formulierungen bei Marx sind also nicht eindeutig. Nach Lenins Interpretation bestand „Der Marx’sche Gedanke […] gerade darin, dass die Arbeiterklasse ‚die fertige Staatsmaschine‘ zerschlagen, zerbrechen muss und sich nicht einfach auf ihre Besitzergreifung beschränken darf. […] In diesen Worten: ‚die bürokratisch-militärische Maschinerie zu zerbrechen‘, ist“, nach Lenins Interpretation, „kurz ausgedrückt, die Hauptlehre des Marxismus von den Aufgaben des Proletariats in der Revolution gegenüber dem Staat enthalten.“ Marx machte keine konkreten Angaben zur politischen Ordnung einer kommunistischen Gesellschaft. Die Kritik am Marxismus hat sich im 20. Jahrhundert im Laufe der Entstehung der sich auf Marx berufenden Staatssysteme verschärft. Sie greift vor allem inhumane Politik und ökonomische Ineffizienz im „Realsozialismus“ als Ergebnis marxistischer Theorie an. Neomarxistische Kritiker dagegen wenden die marxsche Theorie auf diese Systeme selber an, um ihre Entwicklung und das praktische Scheitern der behaupteten Gesellschaftsziele zu erklären.

### Primärliteratur
- Karl Marx, Friedrich Engels:
  - Marx-Engels-Werke (MEW), 43 Bände, Karl Dietz Verlag, Ost-Berlin (ab 1989: Berlin) seit 1956
  - erste Marx-Engels-Gesamtausgabe (MEGA)
  - zweite Marx-Engels-Gesamtausgabe (MEGA2)
- Karl Marx: Ökonomisch-philosophische Manuskripte, 1844.
- Karl Marx, Friedrich Engels: Das Kommunistische Manifest (Originalausgabe 1848).
- Karl Marx, Friedrich Engels: Das Kommunistische Manifest. Eine moderne Edition. Mit einer Einleitung von Eric Hobsbawm. Argument Verlag 1999, ISBN 3-88619-322-5.
- Karl Marx: Lohnarbeit und Kapital. Artikel in der Neuen Rheinischen Zeitung, April 1849.
- Karl Marx: Grundrisse der Kritik der politischen Ökonomie, 1857/58.
- Karl Marx: Das Kapital. Band I–III (1. Auflage von Band I), 1867.
- Friedrich Engels: Die Entwicklung des Sozialismus von der Utopie zur Wissenschaft, 1882.

### Sekundärliteratur

#### Lexika, Wörterbücher
- Wolfgang Fritz Haug, Frigga Haug, Peter Jehle (Hrsg.): Historisch-kritisches Wörterbuch des Marxismus. Argument-Verlag, Hamburg 1994 ff.
- Wolfgang Fritz Haug: Stichwort „Marxismus“, in: Historisch-kritisches Wörterbuch des Marxismus, Band 8/II. Argument-Verlag, Hamburg 2015, Sp. 1840–1877.
- Georges Labica (Hrsg.): Kritisches Wörterbuch des Marxismus. 8 Bände. Argument-Verlag, Hamburg 1983 ff.
- Konrad Lotter, Reinhard Meiners, Elmar Treptow (Hrsg.): Marx-Engels Begriffslexikon. Beck, München 1984.

#### Weitere
- Louis Althusser et al.: Das Kapital lesen, vollständige Neuausgabe, Westfälisches Dampfboot, Münster 2015, ISBN 978-3-89691-952-6.
- Louis Althusser: Als Marxist in der Philosophie, Passagen, Wien 2018, ISBN 3-7092-0320-1.
- Perry Anderson: Über den westlichen Marxismus. Syndikat, Frankfurt am Main 1978, ISBN 3-8108-0074-0 (Neuauflage Dietz Verlag, Berlin 2023, ISBN 978-3-320-02402-4).
- Hans-Georg Backhaus: Dialektik der Wertform. Untersuchungen zur Marxschen Ökonomiekritik. Freiburg i. Br. 1997, ISBN 3-924627-52-5.
- Eberhard Braun: Aufhebung der Philosophie: Karl Marx und die Folgen. Metzler Verlag, Stuttgart 1992
- Alex Callinicos: Die revolutionären Ideen von Karl Marx. VZGA, Frankfurt am Main 1998, ISBN 3-9806019-2-7.
- Alex Demirović, Sebastian Klauke, Étienne Schneider (Hrsg.): Was ist der „Stand des Marxismus“? Soziale und epistemologische Bedingungen der kritischen Theorie heute. Westfälisches Dampfboot, Münster 2015, ISBN 978-3-89691-717-1.
- Jacques Derrida: Marx & Sons. Suhrkamp Taschenbuch Wissenschaft, Frankfurt am Main 2004, ISBN 3-518-29260-9.
- Terry Eagleton: Warum Marx recht hat, Ullstein, Berlin, 2012, ISBN 978-3-550-08856-8.
- Iring Fetscher (Hrsg.): Der Marxismus: seine Geschichte in Dokumenten; Philosophie – Ideologie – Ökonomie – Soziologie – Politik. 5. Auflage der einbändigen Ausgabe. Piper-Verlag München/Zürich 1989, ISBN 3-492-10296-4 (959 Seiten).
- Helmut Fleischer: Marxismus und Geschichte. Suhrkamp, Frankfurt am Main 1969, ISBN 3-518-00323-2.
- Georg Fülberth: Marxismus, Papyrossa, Köln 2014, ISBN 978-3-89438-542-2.
- Leszek Kołakowski: Die Hauptströmungen des Marxismus – Entstehung, Entwicklung, Zerfall. 3 Bände. München 1977–1978, ISBN 978-3-492-02310-8.
- Michael R. Krätke: Marxismus als Sozialwissenschaft. In: Frigga Haug, Michael R. Krätke (Hrsg.): Materialien zum Historisch-Kritischen Wörterbuch des Marxismus. Argument Verlag, Hamburg 1996, ISBN 3-88619-396-9, S. 69–122.
- Ernesto Laclau, Chantal Mouffe: Hegemonie und radikale Demokratie. Zur Dekonstruktion des Marxismus. Passagen-Verlag, Wien 2001, Originalausgabe: Hegemony and Socialist Strategy. Towards a Radical Democratic Politics. Verso, London 1985.
- Gerd Hergen Lübben: Religiosität im Marxismus? Beitrag zu einer religionswissenschaftlichen Erörterung. In: Rudolf Thomas (Hrsg.): Religion und Religionen. Ludwig Röhrscheid Verlag, Bonn 1967, S. 315–331.
- Rosa Luxemburg: Sozialreform oder Revolution? Leipzig 1899
- Ernest Mandel: Einführung in den Marxismus. 6. Auflage. Internationale Sozialistische Publikationen, Köln 1998, ISBN 3-929008-04-1.
- Maurice Merleau-Ponty: Les Aventures de la dialectique (Gallimard, Paris 1955), dt. Die Abenteuer der Dialektik. Suhrkamp, Frankfurt am Main 1968.
- Arnhelm Neusüss: Marxismus. Ein Grundriss der Großen Methode. UTB 1033, München 1981.
- Anton Pannekoek, Paul Mattick und andere: Marxistischer Anti-Leninismus. Ça Ira, Freiburg im Breisgau 1990, ISBN 3-924627-22-3.
- Alfred Schmidt: Der Begriff der Natur in der Lehre von Marx, 4. überab. und erw. Auflage, mit einem neuen Vorwort von Alfred Schmidt. Europäische Verlagsanstalt, Hamburg 1993, ISBN 3-434-46209-0.
- Werner Sombart: Der proletarische Sozialismus („Marxismus“). 1. Bd., 1924.
- Predrag Vranicki: Geschichte des Marxismus, 2. Bd., Frankfurt/M. 1985.